# Primula anisodora
Primula anisodora är en viveväxtart som beskrevs av Isaac Bayley Balfour och Forrest. Primula anisodora ingår i släktet vivor, och familjen viveväxter. Inga underarter finns listade i Catalogue of Life.

## Bildgalleri

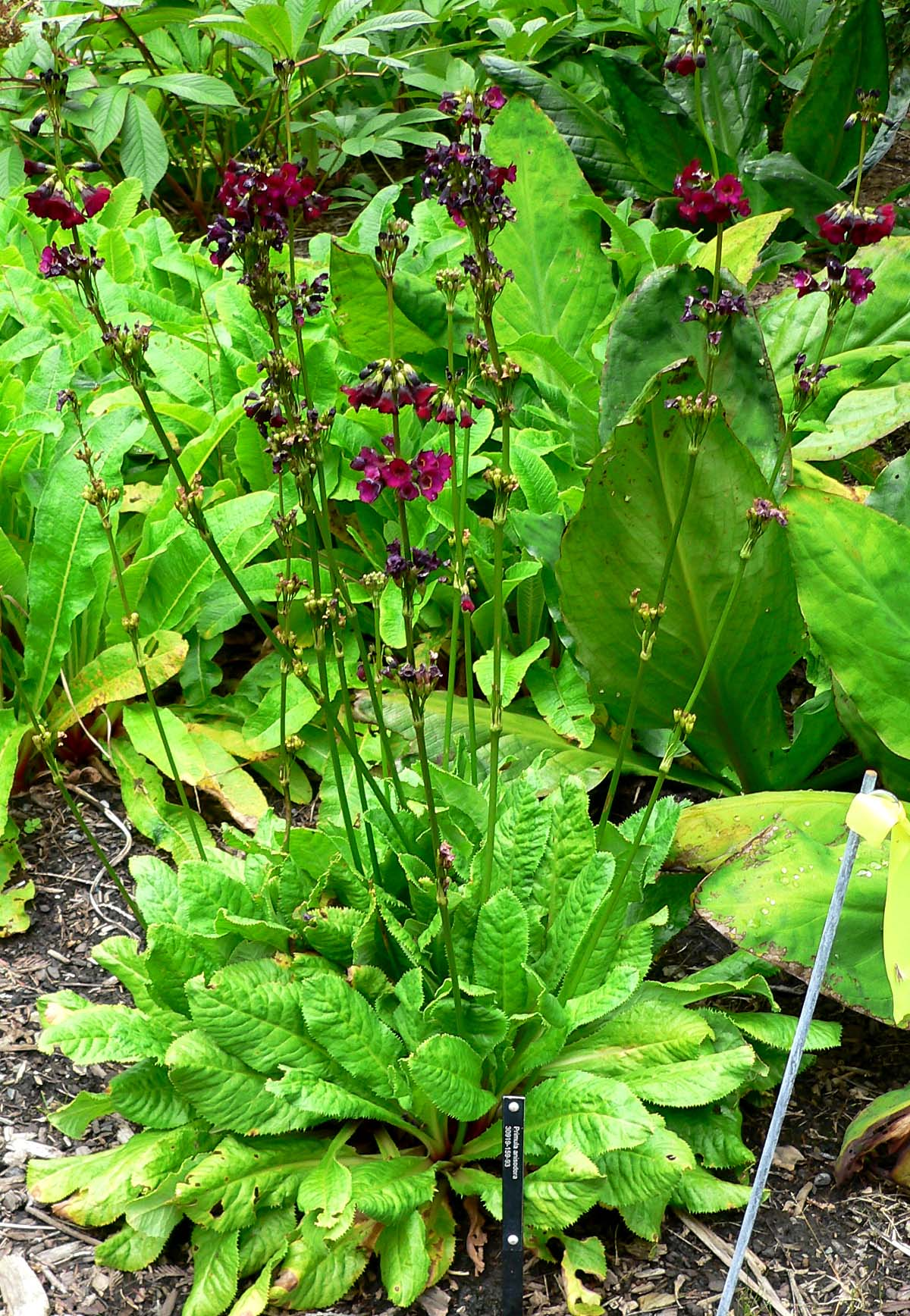
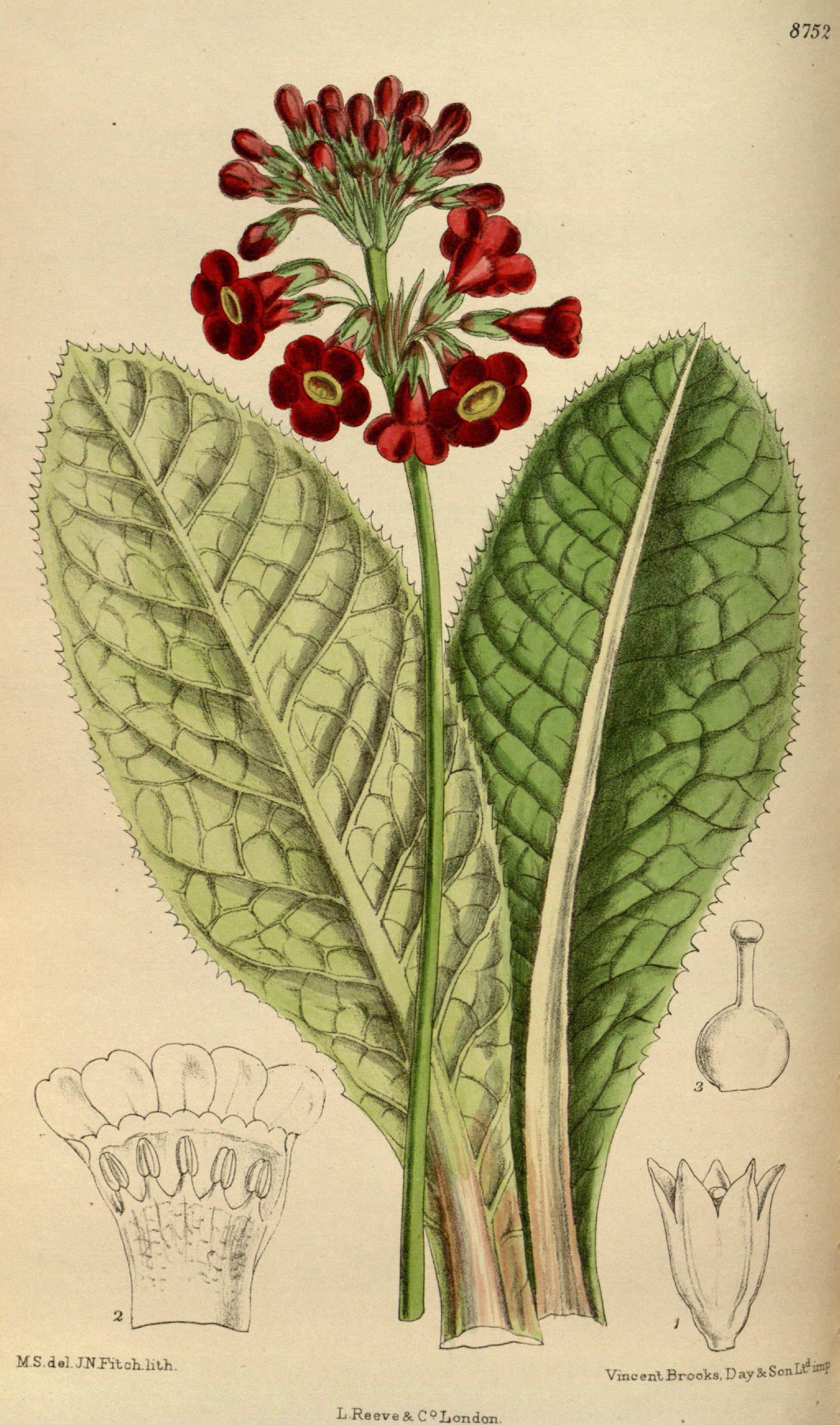